# 克里昂米尼战争
克里昂米尼战争（公元前229/228 – 222年），是斯巴达及其盟国埃利斯對抗亚该亚同盟、马其顿王國之间的战争。这场战争最终以马其顿王國和亞該亞同盟的胜利告终。
公元前235年，克里昂米尼三世（前235 – 前222年）继承了斯巴达的王位，之后进行了一系列的改革，目的是恢复传统的斯巴达社會和制度，並削弱五督政官的势力。作為民选官员，五督政官虽然宣誓维护斯巴达国王的统治，但他们拥有政治权利是相当大。公元前229年，五督政官派克里昂米尼占领了位于邁加洛波利斯边境的一个小镇，亚該亚同盟對此向斯巴達宣布开战。對此，克里昂米尼的回应是劫掠亞該亞地區，並在呂克昂山戰役擊敗一支前去攻击伊利斯的亞該亞軍，這支軍隊由亞該亞同盟統帥阿拉圖斯所率領。之後，克里昂米尼三世在邁加洛波利斯附近再一次擊退亞該亞軍隊。
在戰事進展迅速的情況下，克里昂米尼掃除了阿卡迪亞地區的亞該亞駐軍，而後在赫卡托拜烏姆戰役進一步摧毀另一支亞該亞軍隊。為了應付斯巴達勢力主宰伯羅奔尼撒的威脅，亞該亞同盟統帥阿拉圖斯不得不向宿敵馬其頓王國請求協助，請求馬其頓國王安提柯三世介入戰爭擊敗斯巴達，並以盟主地位以及割讓科林斯和其衛城阿卡羅科林斯的條件來換取馬其頓參戰。克里昂米尼最終不僅入侵亞該亞地區，還奪取科林斯和阿爾戈斯。當安提柯三世的馬其頓軍隊進入伯羅奔尼撒，克里昂米尼不得不退回拉科尼亞。前222年，斯巴達與馬其頓、亞該亞聯軍於塞拉西亞戰役決戰，結果斯巴達遭到擊敗，克里昂米尼被迫逃亡埃及托勒密三世的宮廷尋求庇護。克里昂米尼最終在新王托勒密四世時企圖發動一場的暴動，失敗自殺。

## 序幕
前236年-前235年間，在废黜了父王列奧尼達二世之后，克里昂米尼三世登上了斯巴达王位。两个王室家族之间长达十餘年之久的冲突，也隨著他的登基終結了。在开国传说中，斯巴达原来的征服者是双胞胎兄弟，而他们的后代共享斯巴达王位，从而形成了后来的双重國王的传统。在欧里庞提德世系的国王亚基斯四世实施改革后，国内形成了强大的反对集团。前241年，反对派的主要人物之一，克里昂米尼三世的父亲列奥尼达二世与斯巴达五督政官联合发动政变。反对派推翻了改革措施并刺杀了亚基斯四世。
前229年，克里昂米尼占领了阿卡迪亞地區的几个重要城市，包括帖該亞（Tegea）、曼丁尼亞（Mantinea）、卡菲伊（Caphyae）和俄爾科墨諾斯（Orchomenus），這些城市原本是与希腊中部地区另一个强大的希腊联盟埃托利亚同盟结盟。古希臘历史学家波利比奥斯和近代歷史學家威廉·史密斯认为克里昂米尼通過背叛來占领了这些城市；然而理察·塔爾伯特（Richard Talbert）翻译了普鲁塔克有關斯巴达記述，他的和現代历史学家N.G.L. Hammond认为是克里昂米尼是依照他们自己的要求占领了该城市。同一年，五督政官派克里昂米尼夺取貝比納（Belbina）附近的雅典娜神庙。貝比納是进入拉科尼亞的一个出入点，在当时一直被斯巴达和邁加洛波利斯爭奪擁有領土所有權。于此同时，亚該亚同盟對於斯巴达擴張召见公民大会，并向斯巴达宣战。而克里昂米尼則加强了這些城市的防守。
亚该亚同盟統帥（strategos）西库昂的阿拉图斯，试图倚靠內應者來發動一次夜袭，好來夺取帖該亞和俄爾科墨諾斯。但是，透過該城市内應者來奪取城池的計畫最终失败了。儘管阿拉图斯悄悄地迅速撤退，希望這次行動没有被发现。但克里昂米尼還是發覺了这个行動，并且写信詢問了阿拉图斯以及他的夜間行動企圖。阿拉图斯回复说，他是来阻止克里昂米尼，因此來为貝比納构筑防御工事的。克里昂米尼回复道“假如真的是如你说的那樣，那么告诉我为什么你還带了火把和梯子”，來挖苦阿拉图斯，他是知道阿拉图斯是來攻城的。

## 战争初期和斯巴达的胜利

伯羅奔尼撒的地圖，顯示一些重要城市以及克里昂米尼戰爭中雙方的勢力圖，亞該亞同盟為紅色。

接著，克里昂米尼带领3000名步兵和少量骑兵进入了阿卡狄亚駐防。然而五督政官不願戰事擴大，把克里昂米尼召回國內。就趁克里昂米尼回到拉科尼亞的时候，阿拉图斯乘机夺取了卡菲伊。当这个消息传到斯巴达时，五督政官又一次派克里昂米尼對外出擊，這次他設法夺取了邁加洛波利斯人的一个城市麦提德里昂（Methydrium），並劫掠阿尔戈斯周围的领土。
在这期间，亚該亚同盟派出另一支军队，由當年前228年5月當選的新統帥阿里斯托馬科斯（Aristomachos）率领，前去與克里昂米尼进行战斗。亚該亚軍由20,000名步兵和1,000名骑兵組成，在帕拉斯姆（Pallantium）與不到5,000名的斯巴達軍對陣，克里昂米尼要求雙方進行會戰，但阿拉圖斯強烈建議阿里斯托馬科斯撤退避其鋒頭，於是亞該亞軍難堪地撤退了，這件事讓亞該亞人譴責阿拉圖斯懦弱，且克里昂米尼和斯巴達人也對逼退人數眾多的亞該亞軍隊相當自豪。
原本托勒密埃及國王托勒密三世在先前对抗马其顿王国的战争中曾與亚加亚同盟聯盟，此时却转而开始对斯巴达进行财力支援。托勒密三世認為相比正在衰退的亚該亚同盟，他評估正在复兴的斯巴达将是更有价值的同盟，好来对抗马其顿，因此做出了這個的决策
公元前227年五月，阿拉图斯再次当选統帥，並率兵进攻斯巴達盟友伊利斯。伊利斯人向斯巴达寻求援助，當亚該亚軍从伊利斯返回的途中，克里昂米尼在呂克昂山戰役大破了整个亞該亞军队，俘虜許多士兵。阿拉图斯派人散布谣言说他已经在這場戰役中阵亡，并趁其不備，趁机占领了曼丁尼亞。這次失利使得五督政官開始想談和。
同时，斯巴达的歐里龐提德世系的國王歐達米達斯三世去世，他是亞基斯四世的儿子。古希臘作家保薩尼亞斯认为是克里昂米尼毒死了歐達米達斯三世，這是因為克里昂米尼为了巩固自己的地位來对抗反对他的五督政官，畢竟五督政官反對他的擴張政策。克里昂米尼召回流亡到美塞尼亞的阿希達穆斯五世，他是亞基斯四世的弟弟，来继承欧里庞提德的王位，但是当阿希達穆斯五世一回斯巴達就被暗杀了。并不清楚克里昂米尼是否涉及這起案件，因为古代史料相互矛盾，波利比奥斯声称克里昂米尼安排好了這場谋杀行动，但是普鲁塔克認為兇手另有他人。

## 劳迪西亚戰役
后来在公元前227年，克里昂米尼贿赂五督政官，允許他可以繼續軍事行動來對付亚该亚同盟。他的贿赂成功之后，克里昂米尼开始进攻邁加洛波利斯的領土，並占领了要地留克特拉（Leuctra）。阿拉圖斯立即率領一支軍隊前來解救邁加洛波利斯，就在城墙旁發起會戰並击退了斯巴达军队。當克里昂米尼的斯巴達軍隊被迫退入一連串山谷尋求掩蔽時，阿拉圖斯明令軍隊不可追擊，但是騎兵指揮官呂底亞達斯（Lydiadas）認為這是徹底擊敗克里昂米尼大好機會，不顧阿拉圖斯的命令帶領騎兵發動追擊。克里昂米尼發覺呂底亞達斯部隊因為地形關係追得七零八落且沒有其他部隊支援，他重整他的克里特岛傭兵和塔蘭托式騎兵，下令前去反擊。這使得呂底亞達斯的騎兵遭到擊潰，他本人戰死。斯巴达人受到這個鼓舞，重新向阿拉圖斯的亞該亞主軍發動第二次會戰，擊敗了他們。亚该亚人因为阿拉图斯起初没有派兵支援吕底亚达斯的追擊而非常愤怒，同时这次战役的失败也使他们变得意志消沉，那一年他们再没有发起进攻。

### 克里昂米尼改革

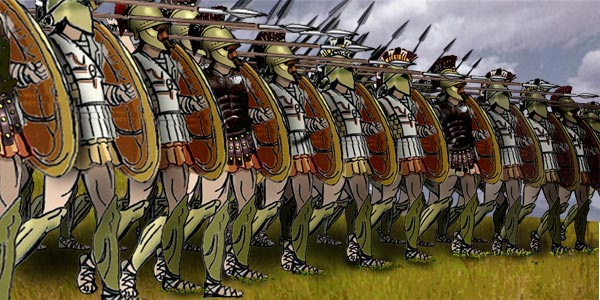
古典的希臘重裝步兵方陣，裝備長槍和阿斯庇斯大圓盾 （aspis）

透過贏得數場大捷，克里昂米尼现在对于他的聲望和地位非常有自信，他开始策畫對付五督政官。他首先劝说他的继父麥吉斯托諾俄斯（Megistonous），說服他廢除五督政官制度是會對整體斯巴達有益，克里昂米尼宣稱，這能够让國家的财产與所有的公民共享，然后這樣可以使公民努力实现斯巴达在希腊的霸主地位。在赢得了继父的支持后，克里昂米尼开始准备他的改革事业。考慮到國內有些人會反對他的改革，於是克里昂米尼徵招這些人去攻佔亞該亞同盟在阿卡迪亞的城市赫拉伊亞（Heraea）和阿塞亞（Asea），並且帶這批人去運輸食物給被亞該亞軍隊圍城的俄爾科墨諾斯（Orchomenus），以及前去曼丁尼亞城前紮營叫陣。透過這些行動不斷行軍，使反對派精疲力盡，迫使他們請求克里昂米尼讓他們留在阿卡迪亞休息一陣子。趁著這個機會，克里昂米尼率領他的傭兵們向斯巴達進軍，並派遣他一些忠實的追隨者去刺殺五督政官們。其中，四位督政官被殺，僅存的一位督政官阿吉立乌斯（Agylaeus）逃到神廟內尋求庇護。
随着五督政官被剷除了，克里昂米尼开始了他的社會改革。首先，他把自己的土地交付给了国家，很快地他的继父麥吉斯托諾俄斯和他朋友也开始追随他的舉動，后来這也得到了其他斯巴達公民的支持。他把斯巴达所有的土地进行了分割，等份分配给每个公民。他通过授予一些庇里阿西人公民的資格，來增加了公民的数目，庇里阿西人原是古希腊斯巴达城邦的中間階級，享受个人自由并受法律保护，但无政治权利的一个阶级。扩大公民數量意味着克里昂米尼可以构建一支更强大的军队。他開始训练了4000名的重装步兵，並恢復了斯巴达社会的傳統和军事訓練。他同时引進马其顿武器萨里沙長矛来組成馬其頓式方陣，來增强军队的战斗力。最後，克里昂米尼扶持他的弟弟歐克里達斯成为第一个亞基亞德世系的国王，登上了歐里龐提德的王位，來完成了他的改革。

## 主宰伯罗奔尼撒
公元前226年，曼丁尼亞的公民請求克里昂米尼把亞該亞的驻军驱逐出這座城市。在一天晚上，克里昂米尼和他的军队悄悄潜入曼丁尼亞城內驅逐了亞該亞的駐軍，之後前往附近的帖該亞。從帖該亞出發，克里昂米尼的斯巴达軍隊直搗亚该亚地区，他希望亚该亚同盟迫於壓力下會與他面对面打一場會戰。克里昂米尼和他的军队一直進軍至杜美，在那里與亞該亞軍主力展開赫卡托拜烏姆戰役。在戰鬥中，斯巴达人击败了亞該亞的方阵，杀死了許多亞該亞人并且俘虏了一些士兵。这场胜利之后，克里昂米尼占领了城市拉斯姆（Lasium），然后把它交给了盟友埃利斯人。

### 和談協商
亚该亚同盟由于这场战役失利而士气低落，阿拉图斯也放棄競選該年統帥，亞該亞人向雅典和埃托利亚同盟请求帮助，但是都遭到了拒绝，最后他们只能向克里昂米尼请求和平谈判。一開始，克里昂米尼對於亚该亚談和的使者只開出幾個小小條件，但是随着谈判的深入，克里昂米尼的意圖越来越明瞭，最後他只要求亚该亚同盟的推舉他為全希臘的統帥即可，至於其他的他會盡量讓亞該亞人滿意和約，並且他會释放那些亚该亚戰俘和歸還占领的城市。亚该亚人對於這樣的條件樂於協議，因為這個做法可以將全伯罗奔尼撒的希臘人重新統一起來，來對抗馬其頓的威脅，他們邀請克里昂米尼前去勒拿討論和約的詳細內容。然而，克里昂米尼在前往勒拿的路上因為飲用不乾淨的水而病倒了，被迫返回斯巴達，會議被迫延後。
亞該亞同盟的主要政治領袖阿拉圖斯不僅反對克里昂米尼的和約條件，同時也反對克里昂米尼推廣他的社會改革，他趁著和談延宕的時間，盡可能的影響他的國人，他還設法接觸他原先的仇敵馬其頓，乞請馬其頓國王安提柯三世介入伯罗奔尼撒的紛爭。在这之前，於前227年的時候，亞該亞曾派出两位来自邁加洛波利斯的使者前往马其顿宮廷寻求協助，但當時安提柯表现出沒甚麼兴趣，因此那時失敗了。這次，阿拉圖斯希望马其顿国王可以來到伯罗奔尼撒击败克里昂米尼，但馬其頓的條件是割讓科林斯和其卫城阿卡羅科林斯。这不是一个亞該亞同盟愿意做出的牺牲，因此，他们很難同意马其顿国王的條件。古希臘傳記作家普鲁塔克批評阿拉圖斯的行為可恥，批評他吹噓自己早年花很大努力趕跑馬其頓人解放科林斯、解放希臘人，但自己晚年時卻寧願向馬其頓人卑躬屈膝而出賣希臘的自由，只是因為他不願放棄自己富裕的生活，不願意克里昂米尼的社會改革受到推廣，更甚他忌妒克里昂米尼在統一希臘人的成就。
待克里昂米尼病好，亞該亞人在阿爾戈斯舉辦大會，克里昂米尼也率軍受邀前往參加，討論關於和平協議。然而，阿拉圖斯此時已經與馬其頓安提柯三世達成初步協議，為了避免克里昂米尼可能在會議上會被推舉為統帥，他臨時要求克里昂米尼只能一人單獨進城，或是只能帶300人進城，無論哪種條件克里昂米尼都很難答應。克里昂米尼氣憤向亞該亞人抱怨，不能到他已經快來到阿爾戈斯城下時才提出這種要求，而是一開始就要講清楚，否則這樣對他是不公。而阿拉圖斯則是回擊並大肆批評克里昂米尼，反對他參與大會。就這樣，克里昂米尼感到受辱，他離開阿爾戈斯，並傳達和談破局，戰事將繼續下去。

### 戰事再開
這個時候亞該亞同盟內部陷入嚴重的動盪，一些城市接近反亂，因為許多人對於阿拉圖斯邀請馬其頓介入的決議相當氣憤，一些人也對克里昂米尼的社會改革非常嚮往。克里昂米尼之後入侵亞該亞地區，攻佔了城市培林尼（Pellene），而培涅俄斯（Pheneus）和要塞平提勒姆（Penteleium）則叛變加入克里昂米尼陣營，這使亚加亚同盟被分成了两個部分.。亞該亞人內部也開始猜忌，他們懷疑西库翁和科林斯可能會叛變，派遣傭兵去駐守這些城市，之後在阿爾戈斯開始籌辦兩年一度的尼米亞競技會（Nemean Games）。
当人们忙着参加競技會活动，克里昂米尼认为在那个时候發動攻擊可以容易引起人们的恐慌，更容易占领阿尔戈斯。在夜裡，他先占领了城市剧院上面的崎岖地区，全城的人因遭受奇襲而陷入慌亂以致沒有甚麼抵抗。阿爾戈斯人接受了克里昂米尼的驻军，交付了20名人质给克里昂米尼，成为了斯巴达的盟友。占领阿尔戈斯使得克里昂米尼的聲望進一步升高，因为在这之前没有斯巴达国王曾经占领过阿尔戈斯，甚至是那个时代最著名的将领伊庇魯斯的皮洛士，都在夺取城市的过程中戰死了。
在占领了阿尔戈斯后不久，克萊奧奈（Kleones）和弗利奧斯（Phlius）就向克里昂米尼投降。同时，科林斯的人們氣憤亞該亞同盟可能會把他們出賣給馬其頓，瀰漫著叛向斯巴達的氣氛，阿拉圖斯因此對於那些支持克里昂米尼的科林斯人大肆搜捕、調查。当他听说了在阿尔戈斯发生的事情之后，阿拉圖斯認為這座城市將會倒向克里昂米尼，認為身在科林斯的自己相當危險。他趁著科林斯公民大会召開，此時所有的公民都會参加之時，趁著人們不注意他骑着他的马逃離了科林斯，逃回家鄉西库翁。隨後科林斯人立即投降了克里昂米尼，但斯巴达国王對於没有逮捕到阿拉圖斯一事非常生氣。
先前，當克里昂米尼從阿尔戈斯向科林斯進軍之時，沿路的埃爾米奧尼（Ermioni）、特羅森（Troezen）和埃皮達魯斯都向他投降。在接收科林斯之後，開始圍攻卫城阿卡羅科林斯，克里昂米尼派他的继父麥吉斯托諾俄斯到阿拉圖斯那去，要求他交出亞該亞士兵駐守的阿卡羅科林斯，並願以12塔蘭同來換取。然而，阿拉圖斯陷入抉擇，是要把該地交給克里昂米尼或是以此地換取馬其頓安提柯三世的介入，最後他選擇與馬其頓同盟並派他的兒子前去馬其頓成為人質。他則向克里昂米尼則表示他已經對當地情勢失去掌控為藉口而拒絕。克里昂米尼立即入侵阿拉圖斯所在的西库翁，並把他圍在城內三個月之久。但阿拉圖斯從圍城中脫困，參加當年亞該亞同盟在埃吉烏姆（Aegium）舉辦的公民大會。

## 马其顿的干预
馬其頓國王安提柯三世率領一支20,000名步兵和1,300名骑兵的龐大軍隊，通过尤比亞島往伯罗奔尼撒半岛進軍 。之所以經由尤比亞島，是因為與馬其頓敌对的埃托利亚同盟占据了塞萨利南部的部分地区，尽管埃托利亚人在克里昂米尼战争中是中立，但是他們封鎖經由溫泉關的道路不讓馬其頓軍通過。阿拉圖斯在帕该（Pagae）與安提柯會面，在安提柯施压下，亞該亞同盟把城市墨伽拉给了馬其頓盟友波奧蒂亞人。当克里昂米尼听说马其顿人已经前进到了埃维厄岛的时候，他放弃了围攻西库翁的计划，并且从阿卡羅科林斯到地峡地区建造了一道战壕和栅栏。他选择这个位置的原因是避免面对马其顿的方阵。

科林斯地峽和其附近城市

### 阿爾戈斯叛變
尽管安提柯為了突破克里昂米尼的防线，從經由勒卡埃烏姆（Lechaeum）的路徑进行了很多次的攻勢，但是安提柯军队皆遭到失败了并承受相当大的损失。这次的失败对安提柯造成了嚴重的影响，迫使他放棄經由勒卡埃烏姆的路線。最後安提柯只得經由海路把他的军队運至西库翁，為此花了許多時間調度船隻。然而，在一个晚上一些從阿爾戈斯來的阿拉圖斯朋友來與安提柯會見，这些人向安提柯透露阿爾戈斯人準備反抗克里昂米尼。由于克里昂米尼並沒有在該城市中没有做出任何的社會改革，阿尔戈斯人对此感到很失望，他们在當地領袖亚里士多德的命令下已准备好了叛變，他們希望安提柯能派兵支援。於是安提柯派出了1,500人的分隊，在阿拉圖斯的指挥下，驶向埃皮達魯斯，然后从那里前往阿爾戈斯。与此同时，該年的亞該亞同盟的統帥蒂莫克塞諾斯（Timoxenos）從西库翁帶領更多軍隊前往阿爾戈斯。当亞該亞和馬其頓的增援部队一抵達，整个城市除了卫城之外，都落入反叛的阿爾戈斯人控制之中了。
当克里昂米尼在第一時間了解阿爾戈斯發生叛亂，他立即派他的继父麥吉斯托諾俄斯带领2,000人试图挽回局面。但麥吉斯托諾俄斯在進城時遭到袭击而戰死，援軍也隨之撤退了，造成衛城中的斯巴达駐軍只能继续孤軍奮戰。由于阿爾戈斯失陷而害怕自己被兩面包夾，克里昂米尼放弃了他在科林斯地峡優勢的守備形勢，他被迫放弃了科林斯，使科林斯落入安提柯的手中。克里昂米尼带领着他的主力朝阿爾戈斯前進，然后發動攻擊强行攻入城市之中，成功解救出了困在衛城中的自軍。当他看到馬其頓军队的重裝方陣出現在阿爾戈斯城外平原，且敵人的援軍源源不絕進入城內之後，他決意放棄奪回阿爾戈斯，率軍撤退到了曼丁尼亞。

### 安提柯的泛希臘联盟
就在克里昂米尼黯淡撤退到阿卡迪亞地區時，他收到了他的王后過世的消息，因而返回斯巴达。这就使得安提柯可以毫無干擾地進軍阿卡迪亞以及攻擊克里昂米尼已修築防御工事的城鎮，安提柯攻陷貝比納（Belbina）附近的雅典娜神廟，並把這個地區給了邁加洛波利斯人。然后，安提柯前往亞該亞人的城市埃吉烏姆，亚該亚同盟在那裏举行的公民大會。他向亞該亞人報告有關戰爭的情形，並被同盟授與盟軍最高指揮官。埃及的托勒密三世持续给克里昂米尼提供經濟支援維持戰事，但条件是斯巴达国王必須把他的母亲和孩子作为人质。克里昂米尼對此犹豫不决，但是他的母亲，在听到了埃及的條件之后，自愿前往埃及。
安提柯借此机会重建马其顿的腓力二世泛希臘联盟。在「聯盟之聯盟」（League of Leagues）的名称下，大部分的希腊城邦聯盟参加了這個泛希臘聯盟。包括马其顿王国、亞該亞同盟、波奧蒂亞同盟、塞萨利同盟、福基斯、羅克里斯（Locris）、阿卡納尼亞（Acarnania）、尤比亞島和伊庇魯斯同盟。現代歷史學家彼得·格林認為，對於安提柯来说，這個联盟只是为了进一步扩大马其顿的影響力的方法。
公元前223年的早春，安提柯進軍至帖該亞。他在那裏與亞該亞軍隊會合，然后围攻帖該亞城。帖該亞人抵抗了几天後，最终还是无法抵抗马其顿人的攻城武器攻勢，向安提柯投降。占领了帖該亞之后，安提柯往拉科尼亞進軍，在那里他发现克里昂米尼的军队已經正在等着他。他的侦察兵带来了俄爾科墨諾斯的守軍正前去與克里昂米尼會合的消息，安提柯連忙放棄營地并且下令强行军，直往俄爾科墨諾斯殺去。这一突襲让俄爾科墨諾斯的人们感到措手不及，被迫投降。安提柯继续占领曼丁尼亞、赫拉伊亞和特爾孚薩（Telphusa）。隨著这些城市淪陷，克里昂米尼被限制只能待在拉科尼亞。安提柯然后返回了埃吉乌姆，在那里他向亞該亞人報告這次他的行动。而後他解散他的马其顿军队，讓他們返鄉過冬，結束該年的軍事行動。

### 克里昂米尼的反擊
了解到克里昂米尼支付他雇佣军的錢，是來自埃及托勒密。依据學者彼得·格林的说法，似乎是安提柯把小亞細亞的領土割让了一些领土给托勒密埃及，來換取托勒密撤回对斯巴达的經濟支持。不管这个假设是否正确，托勒密的確撤回對克里昂米尼的經濟支援，这使得克里昂米尼没有足夠的钱来支付他的雇佣兵。克里昂米尼被迫铤而走险，他宣布只要黑勞士只要付出5雅典標準的米那（Mina），就可以自由。用这样的方式，他聚集了500銀塔蘭同。同时，他还武装了2,000个前黑勞士，並用马其顿式方陣方式來訓練他們，並計畫用他們來對抗馬其頓軍的方陣步兵白盾兵團。
克里昂米尼注意到安提柯已经解散了他多數的马其顿軍隊，身邊只有衛隊和他的雇佣兵在一起。在那段时间，安提柯在埃吉乌姆，與邁加洛波利斯有三天的路程。因為大多数的亚該亚军隊在前些年的呂克昂山戰役和勞迪西亞戰役戰死，克里昂米尼判斷這是發動反擊的大好時間。克里昂米尼下令他的军队准备五天的粮食，率領他的军队前往塞拉西亞，裝作出準備要侵略阿尔戈斯的领土的样子。之後从那里他轉向邁加洛波利斯的領土，並讓他一個將領潘提俄斯（Panteus）率先發動夜襲，攻擊防禦最脆弱的城牆區段，而自己率領大隊支援在後。在潘提俄斯除去城牆上的守衛後，奪取了這段城牆，並讓克里昂米尼和其他的斯巴達軍隊可以進城攻佔整個城市。
当黎明到来，生活在邁加洛波利斯的人们才意識到斯巴达人已经进入了城市，他们中的一些人逃跑，而其他一些人仍堅守崗位抵抗侵略者。但克里昂米尼依靠著人数优势迫使防御者撤退，然而邁加洛波利斯軍的殿後行动使得大多数邁加洛波利斯人可以有足夠的時間逃跑，只有1,000人被斯巴達軍抓获。邁加洛波利斯人很多都逃往美塞尼亞，克里昂米尼於是向他們表示，只要他們成为他的盟友，就归还他们的城市邁加洛波利斯。而邁加洛波利斯人们本打算同意，但在年輕的菲洛皮門的影響下人們拒绝了这项提议。为了报复，斯巴达人洗劫、並破壞邁加洛波利斯。學者哈蒙德（N. G. L. Hammond）估计克里昂米尼从该城市掠奪出300塔蘭同的軍資。

## 塞拉西亞战役
邁加洛波利斯的摧毀震驚了亚該亚同盟。由于亞該亞同盟兵力耗竭，而且也知道安提柯現在無法對抗他，克里昂米尼率領他的军队去掠奪阿爾戈斯人的领土。克里昂米尼希望這次他的袭击，可以凸顯安提柯無法保衛阿爾戈斯人的身家安全，意圖使阿尔戈斯人对安提柯失去信心。現代學者沃尔班克（ F.W.Walbank）評論这场袭击是“一个让人印象深刻的示威，除了更清楚表達克里昂米尼將會在一場激戰中被打敗外，它没有什么其他影響”。
公元前222年春季，安提柯從馬其頓召集了他的马其顿军队，一同前来的还有馬其頓的同盟军。根據古希臘歷史學家波利比烏斯的说法，聯合军由10,000名马其顿步兵組成，他们大多数人是馬其頓方陣步兵，另外還有3,000名輕盾衛隊，1,200名骑兵，3,000名雇佣兵，8,600名希腊盟军和3,000名亞該亞步兵，合计为2,9200人。
克里昂米尼在通往拉科尼亞的所有道路上都修築柵欄和战壕等防御工事，並把自己20,000 人的军队佈署於拉科尼亞北部塞拉西亞边境的隘口。該地地形上有兩座山丘埃瓦山（Evas）和奧林帕斯山（Olympus）俯瞰塞拉西亞隘口。克里昂米尼讓他的兄弟，另一位斯巴達國王歐克里達斯佈署於艾巴斯山，率領著斯巴達的同盟军和庇里阿西人。他自己则把安排在了奧林帕斯山上，同他一起的有6,000名斯巴达的重装步兵和5,000名雇佣兵。

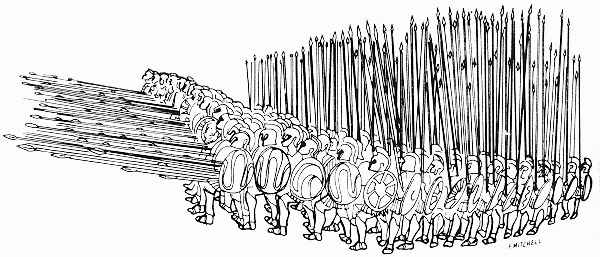
有關馬其頓方陣的草圖，類似塞拉西亞战役中出現的馬其頓方陣，他們的盾牌相比古典的希臘重裝步兵還要小，所持的薩里沙長矛也比古典的重裝步兵多一倍長。

当安提柯与他的军队到达塞拉西亞的时候，他发现了這裡的敵軍守備嚴密，且占據优势地形。他並沒有立即發動攻勢，而是在靠近塞拉西亞的地方安营扎寨，觀察並等待了几天。在此期间，他派出侦察兵侦查相关戰場，并假装针对克里昂米尼的陣地发动攻击。
由于這些小動作无法让克里昂米尼改變有利的佈署，安提柯决定冒一次險，向斯巴達軍發動會战。他安置了一些他的马其顿步兵和伊利里亚人在右翼，以較靈活的關節式方阵面对着埃瓦山上的敵人，伊庇鲁斯人、阿卡納尼亞人和2,000亚該亚步兵作为預備隊佈署於他们的后方。左翼骑兵则是佈署於克里昂米尼的骑兵的对面，还有1000名亞該亞同盟邁加洛波利斯步兵作为預備隊。其余的马其顿步兵连同雇佣兵對著奧林帕斯山上的斯巴達軍，安提柯的位置则是在左翼正面對着克里昂米尼。
位于马其顿右翼的伊利里亚部隊率先吹響戰爭的號角，他們對位于埃瓦山的斯巴达军队發動攻击。斯巴达的骑兵和輕步兵注意到亚該亞步兵的后方没有受到保护，於是发动了一场对马其顿右翼后方的突襲，并迫使他们敗退。然而在這緊要關頭，来自邁加洛波利斯的菲洛皮門，他后来成为了亞該亞同盟的英雄人物之一，他最终征服了斯巴达。當時還很年輕的菲洛皮門在戰場上試圖向他的右翼骑兵指挥官上司說明現在的處境危急。但是右翼骑兵指挥官并没有把菲洛皮門的警告當一回事，在這個狀況菲洛皮門決定自己聚集了邁加洛波利斯的骑兵，并且私自帶領他們向斯巴达的輕步兵發起衝鋒，使斯巴达的輕步兵敗走。菲洛皮門之後順勢繼續朝斯巴达左翼發起攻擊，迫使馬其頓軍右翼的騎兵部隊跟著支援菲洛皮門的行動，这就鼓舞了马其顿右翼向斯巴达人的陣地发动總攻擊。斯巴达的左翼最终敗退，歐克里達斯戰死，其余的人则逃离了战场。戰後，安提柯三世詢問為何右翼騎兵沒有等待他的命令就發起衝鋒?當國王知道是菲洛皮門擅自發動攻擊的，安提柯大大讚賞菲洛皮門的判斷正確，像是真正的指揮官，而自己的騎兵指揮官則像是士兵。
同時，馬其頓左翼的方陣與斯巴達的右翼方陣和傭兵開始接戰，儘管一開始斯巴達軍隊迫使馬其頓軍節節退後，但左翼敗局已定，而勝利的馬其頓右翼的部隊開始發動攻勢夾擊克里昂米尼所率斯巴達右翼，加上馬其頓左翼方陣人數上站盡優勢，克里昂米尼最後遭到擊敗。克里昂米尼成功召集一小部分敗兵逃離戰場，結束這場決戰。塞拉西亞战役戰敗讓斯巴達付出極大的代價，斯巴達軍大多數遭到摧毀，6,000名斯巴達士兵中只有200人從戰場上存活。

## 余波
在塞拉西亞战役中失败之后，克里昂米尼暂时回到了斯巴达并勸告公民接受安提柯的條款。隨後在夜幕的掩护下，他和一些朋友一起逃离了斯巴达，前去斯巴达的港口伊西翁，從那里他登上了一搜驶往埃及的船支，離開了拉科尼亞。
安提柯以胜利地姿態进入了斯巴达，成為第一個征服斯巴達的外邦者。然而，他以寬大且謙讓地態度对待当地居民。他下令撤销了克里昂米尼的改革项目，并恢复了五督政官制度，而且他也没有强迫斯巴达加入泛希臘联盟。然而，根据現代学者Graham Shipley的说法，安提柯並没有恢复斯巴达二王制度，其实该项法律的恢復是假裝的，斯巴達實際上改為共和制。三天之后，安提柯离开了斯巴达并返回马其顿，去处理達達尼人（Dardani）的入侵，他離開之前在阿卡羅科林斯和俄爾科墨諾斯两城留下了驻军。随着克里昂米尼的失败，斯巴达的力量崩塌了，斯巴达随后陷入了一連串的僭主统治之中。
当克里昂米尼到达了埃及首都亞歷山卓，他受到了托勒密三世热情的欢迎和招待。起初，托勒密三世对待克里昂米尼的态度还是有些保留，但是很快他开始敬重克里昂米尼并且承諾將送他返回希腊，并伴隨他一支军队和一支艦隊。他同时还承诺每年都提供给克里昂米尼24塔蘭同的收入。然而，托勒密三世还未能履行这些承诺就先行過世了，繼任的國王是不理政事的托勒密四世。隨著老國王過世，克里昂米尼返回斯巴達的希望也隨著幻滅。
托勒密四世一開始還算敬重克里昂米尼，主要是想要拉攏他來對付自己的弟弟埃及的馬加斯，但克里昂米尼勸告國王不須擔心馬加斯，並保證自己在伯罗奔尼撒傭兵之中極有影響力，這些傭兵不會效忠馬加斯。過了不久，克里昂米尼的祖國陷入動盪，克里昂米尼認為有機可趁，但托勒密四世沉迷於享樂之中，不理睬克里昂米尼，使克里昂米尼對新王喪失希望。托勒密四世首相索西比烏斯擔心克里昂米尼在傭兵中的聲望，他向國王進讒言，使克里昂米尼遭到軟禁。前219年，對托勒密四世失望透頂的克里昂米尼和他的朋友逃脱了软禁，在亚历山大街道试图鼓励群眾发动暴動。但這計畫沒有產生效果，在追兵追捕之下，為了維護過去的尊嚴，克里昂米尼和他所有的朋友自盡身亡，結束他的一生。

## 引用
1. ↑  Hammond,Walbank ,2001, 第305頁
2. ↑  Habicht ,1997, 第175頁
3. ↑  Hammond,Walbank ,2001, 第353頁
4. ↑  波利比烏斯. The Rise of the Roman Empire, 2.46.
5. ↑  普魯塔克. Life of Cleomenes, 3; Plutarch. Life of Agis, 20.
6. 1 2  波利比奥斯. The Rise of the Roman Empire, 2.46; 普鲁塔克. Life of Cleomenes, 4
7. 1 2  Hammond,Walbank ,2001, 第342頁
8. ↑  普鲁塔克. Plutarch on Sparta, 7.
9. ↑  Lemprière ,1904, 第222頁
10. ↑  Avi-Yonah,Shatzman,1975, 第434頁
11. ↑  普鲁塔克. Life of Cleomenes, 4; 威廉·史密斯. Dictionary of Greek and Roman Biography and Mythology, "Cleomenes III （页面存档备份，存于）".
12. ↑  Hammond,Walbank,2001, 第342頁
13. 1 2  普鲁塔克. Life of Cleomenes, 4;
14. ↑  波利比奥斯. The Rise of the Roman Empire, 2.51.
15. 1 2 3  Hammond,Walbank ,2001, 第347頁
16. ↑  Walbank ,1984, 第464頁
17. ↑  Walbank ,1990, 第249頁
18. ↑  普鲁塔克. Life of Cleomenes, 5
19. 1 2 3  Hammond,Walbank ,2001, 第345頁
20. ↑  保薩尼亞斯. 希臘志, 2.9.1 （页面存档备份，存于）.
21. ↑  波利比烏斯. The Rise of the Roman Empire, 5.37; 普鲁塔克. Life of Cleomenes, 5
22. ↑  普鲁塔克. Life of Cleomenes, 6; 威廉·史密斯. Dictionary of Greek and Roman Biography and Mythology, "Cleomenes III （页面存档备份，存于）".
23. ↑  普鲁塔克. Life of Cleomenes, 7
24. ↑  Green ,1990, 第57頁
25. ↑  普鲁塔克. Life of Cleomenes, 11; 威廉·史密斯. Dictionary of Greek and Roman Biography and Mythology, "Cleomenes III （页面存档备份，存于）".
26. ↑  Green ,1990, 第257頁
27. ↑  普鲁塔克. Life of Cleomenes, 14
28. 1 2  Green ,1990, 第258頁
29. ↑  Habicht ,1997, 第185頁;  Walbank ,1984, 第466頁.
30. ↑  普鲁塔克. Life of Cleomenes, 15
31. ↑  Green ,1990, 第252頁
32. 1 2  普鲁塔克. Life of Cleomenes, 16.
33. ↑  Green ,1990, 第258頁.
34. ↑  巴索德·格奧爾格·尼布爾. A History of Rome (Volume II), 第146頁.
35. 1 2  普鲁塔克. Life of Cleomenes, 17.
36. 1 2  Walbank ,1990, 第465頁.
37. ↑  普鲁塔克. Life of Cleomenes, 17
38. 1 2  Green ,1990, 第259頁
39. ↑  Walbank ,1984, 第465頁
40. ↑  普鲁塔克. Life of Cleomenes, 18.
41. ↑  普鲁塔克. Life of Cleomenes, 19
42. ↑  Walbank ,1984, 第465頁; Green ,1990, 第259頁.
43. ↑  Walbank ,1984, 第466頁
44. ↑  波利比烏斯. The Rise of the Roman Empire, 2.52; Grainger ,1999, 第252頁.
45. ↑  波利比烏斯. The Rise of the Roman Empire, 2.52 （页面存档备份，存于）; 普鲁塔克. Life of Cleomenes, 20; Green ,1990, 第259頁.
46. ↑  普鲁塔克. Life of Cleomenes, 20.
47. ↑  普鲁塔克. Life of Cleomenes, 21;  Walbank ,1984, 第21頁.
48. ↑  波利比烏斯. The Rise of the Roman Empire, 2.53; Plutarch. Cleomenes, 21; Walbank ,1984, 第467頁.
49. ↑  波利比烏斯. The Rise of the Roman Empire, 2.54; Plutarch. Life of Cleomenes, 22.
50. ↑  普鲁塔克. Life of Cleomenes, 22;  Green ,1990, 第258頁.
51. ↑   Green ,1990, 第260頁; Habicht ,1997, 第178頁.
52. ↑  波利比烏斯. The Rise of the Roman Empire, 2.54; 普鲁塔克. Life of Cleomenes, 23; Hammond,Walbank ,2001, 第353頁.
53. ↑  普鲁塔克. Life of Cleomenes, 23; Green ,1990, 第260頁.
54. ↑  普鲁塔克. Life of Cleomenes, 23; 波利比烏斯. The Rise of the Roman Empire, 2.55.
55. ↑  波利比烏斯. The Rise of the Roman Empire, 2.55; 普鲁塔克 Life of Cleomenes, 24; Walbank ,1990, 第471頁; Hammond ,1989, 第326頁.
56. ↑  波利比烏斯. The Rise of the Roman Empire, 2.64; Walbank ,1990, 第471頁.
57. 1 2  Walbank ,1990, 第471頁.
58. 1 2  波利比烏斯. The Rise of the Roman Empire, 2.65; Walbank ,1990, 第471頁.
59. ↑  Warry ,2000, 第57頁.
60. ↑  波利比烏斯. The Rise of the Roman Empire, 2.66.
61. ↑  波利比烏斯. The Rise of the Roman Empire, 2.66; Hackett ,1989, 第133頁.
62. ↑  波利比烏斯. The Rise of the Roman Empire, 2.67.
63. ↑  波利比烏斯. The Rise of the Roman Empire, 2.69.
64. ↑  波利比烏斯. The Rise of the Roman Empire, 2.69; 普鲁塔克. Life of Cleomenes, 28; Hammond ,1989, 第326頁; Walbank ,1990, 第472頁.
65. ↑  波利比烏斯. The Rise of the Roman Empire, 2.69; 普鲁塔克. Cleomenes, 29; Walbank ,1990, 第472頁;  Green ,1990, 第261頁.
66. ↑  Shipley ,2000, 第146頁.
67. ↑  波利比烏斯. The Rise of the Roman Empire, 2.70; 普鲁塔克, Life of Cleomenes, 30; Walbank ,1990, 第472頁;  Green ,1990, 第259頁; Habicht ,1997, 第187頁.
68. ↑  普鲁塔克, Life of Cleomenes, 32.
69. ↑  普鲁塔克. Life of Cleomenes, 33; 威廉·史密斯. Dictionary of Greek and Roman Biography and Mythology, "Cleomenes III （页面存档备份，存于）"; Green ,1990, 第261頁.
70. ↑  普鲁塔克 Life of Cleomenes, 34.
71. ↑  普鲁塔克. Life of Cleomenes, 37; 威廉·史密斯. Dictionary of Greek and Roman Biography and Mythology, "Cleomenes III （页面存档备份，存于）"; Green ,1990, 第261頁; Walbank ,1984, 第476頁

### 古代史料
- 保薩尼亞斯; W. H. S. Jones (譯者). . Cambridge, Massachusetts: Harvard University Press. 1918  [2016-01-10]. （原始内容存档于2020-05-19）.
- 普鲁塔克; John Langhorne (譯者); William Langhorne (譯者). . . London, United Kingdom: Edward and Charles Dilly. 1770  [2016-01-10]. （原始内容存档于2020-05-19）.
- 普鲁塔克; Richard Talbert (譯者.). . . New York, New York: Penguin Classics. 1988  [2016-01-10]. ISBN 0-14-044463-7. （原始内容存档于2020-05-19）.
- 波利比烏斯; Frank W. Walbank (譯者.). . New York, New York: Penguin Classics. 1979  [2016-01-10]. ISBN 0-14-044362-2. （原始内容存档于2020-08-13）.

### 現代史料
- Avi-Yonah, Michael; Shatzman, Israel. . New York, New York: Harper & Row. 1975  [2016-01-10]. ISBN 0-06-010178-4. （原始内容存档于2020-05-19）.
- Grainger, John D. . Leiden, The Netherlands: Koninklijke Brill. 1999  [2016-01-10]. ISBN 90-04-10911-0. （原始内容存档于2020-05-19）.
- 彼得·格林（Peter Green）.Alexander to Actium: The Historical Evolution of the Hellenistic Age （页面存档备份，存于）. University of California Pub. 1990 . ISBN 0-520-08349-0
- Habicht, Christian. . Cambridge, Massachusetts: Harvard University Press. 1997  [2016-01-10]. ISBN 0-674-05111-4. （原始内容存档于2020-05-19）.
- 約翰·哈克特（John Hackett）.Warfare in the Ancient World （页面存档备份，存于）. Sidgwick & Jackson Pub. 1989 . ISBN 0-283-99591-2
- 哈蒙德（N. G. L. Hammond）.The Macedonian State: Origins, Institutions and History （页面存档备份，存于）. Clarendon Press. 1989 . ISBN 0-19-814883-6
- 哈蒙德（N. G. L. Hammond）與F. W. Walbank.A History of Macedonia Volume III: 336–167 B.C （页面存档备份，存于）. Oxford University Press. 1989 . ISBN 0-19-814815-1
- Lemprière, John. . London: George Routledge & Sons. 1904.
- 尼布爾.A History of Rome (Volume II). Million Book Project Pub.
- Shipley, Graham. . London, United Kingdom: Routledge. 2000  [2016-01-10]. ISBN 0-415-04618-1. （原始内容存档于2020-05-19）.
- 威廉·史密斯（William Smith）.希臘羅馬的神話和傳記辭典（Dictionary of Greek and Roman Biography and Mythology）. John Murray Pub. 1873
- Warry, John. . Norman, Oklahoma: University of Oklahoma Press. 1995  [2016-01-10]. ISBN 0-8061-2794-5. （原始内容存档于2020-08-10）.
- Walbank, Frank William. . Cambridge, United Kingdom: Cambridge University Press. 1984  [2016-01-10]. ISBN 0-521-23445-X. （原始内容存档于2020-10-21）.
- Warry, John Gibson. . Barnes & Noble Publishing. 2000  [2016-01-10]. ISBN 0-7607-1696-X. （原始内容存档于2020-05-19）.

37°20′59″N 22°21′08″E / 37.34972°N 22.35222°E